# Gustavia (género)
Gustavia es un género de plantas con flores (magnoliofitas) perteneciente a la familia Lecythidaceae. Comprende 41 especies nativas de las regiones tropicales de Sudamérica. Han sido reportadas unas 5 para Venezuela, particularmente selvas húmedas cálidas y nubladas de baja altitud.
En Perú se reporta el uso alimenticio de las semillas (Rondon 2004)

## Especies seleccionadas
- Gustavia acuminata
- Gustavia augusta L. - baco, membrillo de montaña.[4]
- Gustavia dodsonii
- Gustavia dubia (Kunth) O.Berg - coco de mono[4]
- Gustavia erythrocarpa
- Gustavia excelsa
- Gustavia foliosa
- Gustavia fosteri - Membrillo
- Gustavia gracillima
- Gustavia hexapetala (Aubl.) J.E. Smith
- Gustavia latifolia
- Gustavia longepetiolata
- Gustavia longifuniculata
- Gustavia macarenensis
- Gustavia monocaulis
- Gustavia petiolata
- Gustavia pubescens
- Gustavia santanderiensis
- Gustavia serrata
- Gustavia sessilis
- Gustavia speciosa (Kunth) DC. - chupa[4]
- Gustavia verticillata